# Valdemora
Valdemora es un municipio y villa española de la provincia de León, en la comunidad autónoma de Castilla y León. El término municipal tiene una población de 57 habitantes (INE 2024).

## Historia
Hacia mediados del siglo XIX, el lugar, por entonces perteneciente a Castilfalé, tenía contabilizada una población de doscientos habitantes. Aparece descrito en el decimoquinto volumen del Diccionario geográfico-estadístico-histórico de España y sus posesiones de Ultramar de Pascual Madoz con las siguientes palabras:

VALDEMORA: v. en la prov. y dióc. de Leon (8 leg.), part. jud. de Valencia de Don Juan (2), aud. terr. y c. g. de Valladolid (14), ayunt. de Castilfale. sit. en el descenso de una gran cuesta sobre terreno hondo; su clima es templado; sus enfermedades mas comunes tercianas y pulmonias. Tiene 60 casas; escuela de primeras letras dotada con 500 rs., á que asistne 30 niños de ambos sexos; 2 igl. parr. (San Salvador y Sta. Maria Magdalena) está vacante desde el año 1838; hoy la sirve el cura de aquella en economato. A 150 pasos de la pobl. hay una fuente de medianas aguas para consumo del pueblo. Confina con Castilfale, Valderas, Fuentes de Carbajal y Carbajal de Fuentes. El terreno es de buena y mediana calidad. Hay monte propio del marqués de Villafranca poblado de encinas y robles. Los caminos dirigen á los puntos limítrofes: recibe la correspondencia de Valdeon. prod.: trigo, cebada, centeno, vino, legumbres y pastos; cria ganados, caza de varios animales, y pesca de anguilas y otros peces. pobl.: 55 vec., 200 almas. contr.: con el ayunt.
(Madoz, 1849, pp. 279-280)

El municipio de Valdemora se creó de cara al censo de 1857, al segregarse del de Castilfalé.

## Demografía
Cuenta con una población de 57 habitantes (INE 2024).
| Gráfica de evolución demográfica de Valdemora entre 1857 y 2021 |
| |
| Población de derecho según los censos de población del INE. Población de hecho según los censos de población del INE. En 1857 aparece este municipio porque se segrega de Castilfalé. |